# 地上最強の男 竜
『地上最強の男 竜』（ちじょうさいきょうのおとこ りゅう）は、風忍 & ダイナミックプロによる日本の漫画作品。「週刊少年マガジン」（講談社）1977年1号から20号に連載された。
2002年に富士見書房の雑誌『ドラゴンHG』誌上にて、本作と繋がる作品「地上最強の男 竜 episode 0」、「新・地上最強の男 竜 R-01」が掲載された。

## 登場人物
雷音竜（らいおん りゅう）
主人公。地上最強の男。いかなる相手も0.2秒で殺す、空手の達人。空手の試合で対戦相手を死に至らしめたことを理由に、その異常に強大なパワーを封じる鉄仮面を師である道教から被せられ、破門される。
雷音悦子（らいおん えつこ）
竜の妹。小学生だが予知能力者であり、兄の危機を事前に察知する。二階堂邦子に惨殺されるが、のちに霊媒の橘を介して竜と再会、彼を殺そうとする。
加山
二階堂邦子の婚約者。空手五段。「全日本空手大会（寸止めルール）」の優勝候補だったが竜の反則技（直接打撃）を受け、試合終了直後に非業の死を遂げる。
二階堂邦子
「パタパタパパ」が大ヒット中の「歌のお姉さん」だったが、婚約者である加山を竜に殺され復讐鬼と化す。羅城門空手を5年間修練した後、道教と共に竜を殺そうとするが返り討ちに遭う。
道教
羅城門空手の師範で、竜のかつての師匠。二階堂邦子に羅城門空手を仕込む。神のお告げにより竜を殺そうとするが失敗し、両手を失って敗走。
イエス・キリスト
道教の祈りに応え、全国の仏像に一欠片ずつ封印されていた肉体を統合して復活する。竜抹殺の黒幕。
宮本武蔵、ブルース・リー
復活したイエスが最初の奇跡として蘇らせた「世界で一番強い男」達。竜への刺客として放たれるが、竜の蹴り技を受け、両者とも全身の細胞がバラバラに飛び散って死亡。
橘
恐山の霊媒。弥勒菩薩を指導霊に持つ。エクトプラズムで雷音悦子を実体化し、竜と再会させた。竜にイエスと道教を殺すように指示する。
弥勒菩薩
橘の指導霊。竜に道教を殺すように指示する。

## 単行本
- 朝日ソノラマサンコミックス版（全2巻）1977年、絶版
- 角川書店版（全1巻）1996年、絶版 ISBN 978-4048527088
- 双葉社アクションコミックス版（全1巻、カラー描き下ろし原稿加筆）2001年、絶版 ISBN 978-4575937497
- 復刊ドットコム版（全1巻、初出完全版）2021年 ISBN 978-4835458205

2015年にサンコミックス版を底本とした電子書籍版がイーブックイニシアティブジャパンから販売開始された。また、単行本未収録エピソードを収録した『地上最強の男 竜 episode 0／新・地上最強の男 竜 R-01』も同じく電子書籍版が販売開始されている。